# 黃金海岸運動休閒中心
黃金海岸運動休閒中心是一座位於澳洲昆士蘭州黃金海岸卡拉拉的多功能體育館和體育設施，可容納5,000人。該中心和卡拉拉室內體育場毗鄰，是黃金海岸運動園區的一部分。為了2018年大英國協運動會興建的黃金海岸運動休閒中心舉辦了羽球、舉重、健力和角力比賽，在賽會期間被稱為卡拉拉運動休閒中心。